# دوروتی شیلر
دوروتی شیلر (به انگلیسی: Dorothy Schiller) (زادهٔ ۲۰ آوریل ۱۹۱۶) شناگر اهل ایالات متحده آمریکا است.